# Gummifinger

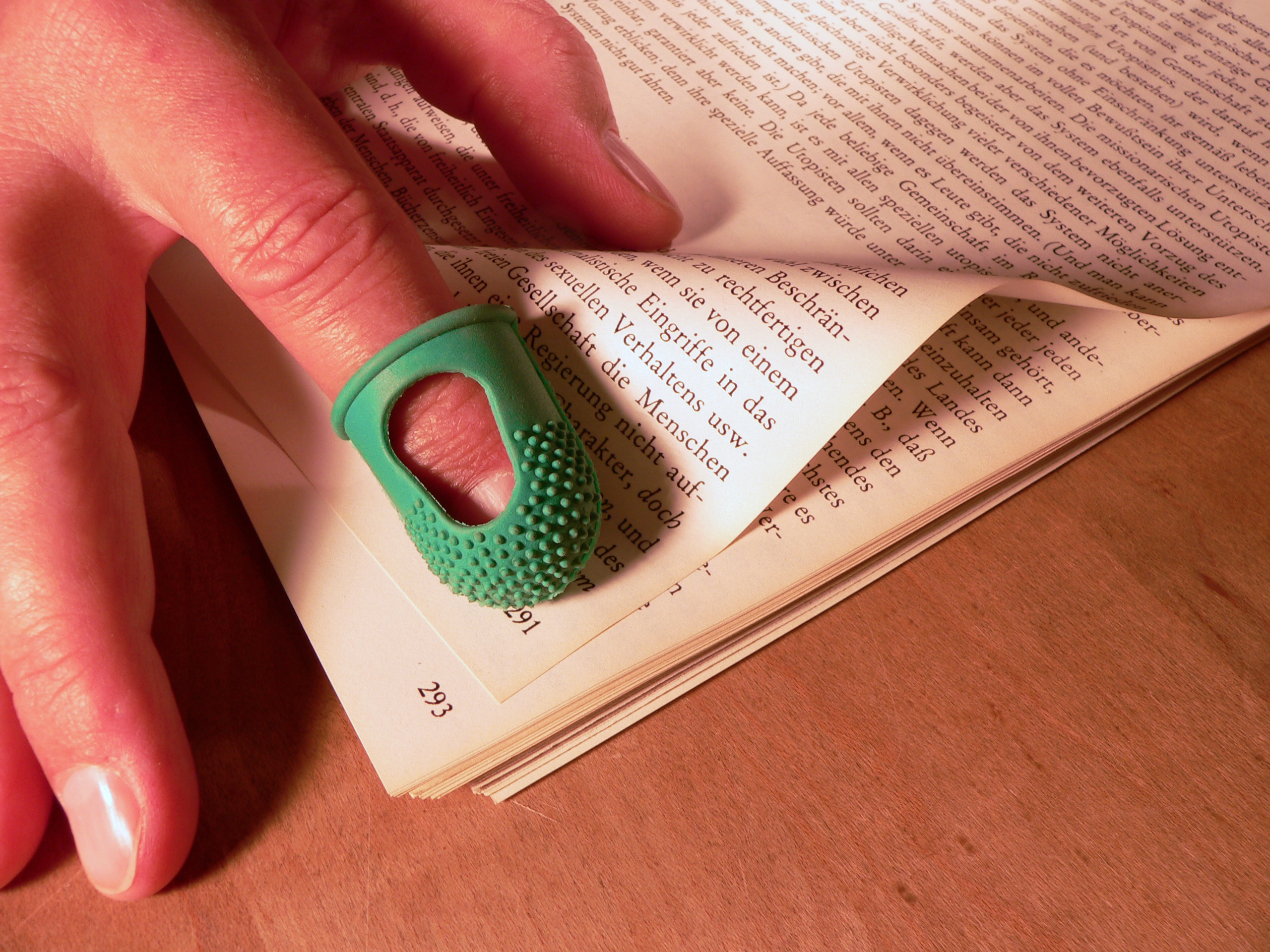
Wenden eines Blattes mit einem Gummifinger

Der Gummifinger oder Blattwender ist ein fingerhutähnlicher genoppter Überzug für die Fingerkuppe aus weichem Gummi, mit dem sich Papier auch ohne Anfeuchten des Fingers anfassen lässt. Er wird benutzt, um Papierstapel leichter durchzählen zu können, z. B. beim Zählen von Geldscheinen. Auch beim Sortieren von Briefen findet er Anwendung und ist daher vor allem bei Briefträgern verbreitet.
Als Blattwender bezeichnete man früher auch an den Seitenrand aufgeklebte Buchstaben, Nummerierungen oder dergleichen, um die Suche nach Inhalten zu erleichtern.